# Хаукивеси
Хаукивеси (фин. Haukivesi) — крупное озеро в северной части озёрной системы Сайма. Располагается в регионе Южное Саво, Финляндия, в 52-55 км от границы с республикой Карелия, РФ. Имеет ледниковое происхождение, сильно изрезанную береговую линию, множество крупных и мелких островов. В длину Хаукивеси достигает порядка 80 км, ширина местами доходит 32 км. Общая площадь зеркала Хаукивеси доходит до 562,31 км². Максимальная глубина достигает 75,8 метра. В середине акватории озера Хаукивеси находится национальный парк Линнансаари. В прошлом озеро, как и окружающие его водоёмы, служило здесь важным средством сообщения для жителей Санкт-Михельской губернии. В настоящее время используется в промышленных и рекреационных целях, в том числе и туристами из России. В юж. части озера расположен город Савонлинна.